# Power Hits Estate 2018
Power Hits Estate 2018 è una compilation, pubblicata il 29 giugno 2018 dalla casa discografica Baraonda e contenente 62 brani presentati durante la serata del 3 settembre del programma omonimo.

## Tracce
CD 1
1. Laura Pausini - E.STA.A.TE
2. Biagio Antonacci feat. Mario Incudine - Mio fratello
3. Tom Walker - Leave a Light On
4. Max Gazzè - Ti sembra normale (Alchemaya version)
5. Negramaro - La prima volta
6. Noemi - Porcellana
7. Mihail - Who You Are
8. Ultimo - Poesia senza veli
9. Bianca Atzei - Risparmio un sogno
10. Álvaro Soler - La cintura
11. Tiromancino feat. Alessandra Amoroso - Due destini
12. Negrita - Non torneranno più
13. Elodie feat. Michele Bravi e Gué Pequeno - Nero Bali
14. Cristiano Malgioglio feat. Fernando Proce - Danzando Danzando
15. Portugal. The Man - Live in the Moment
16. Gazzelle - Meglio così
17. 5 Seconds of Summer - Want You Back
18. Nesli - Immagini
19. Annalisa - Bye Bye
20. Måneskin - Morirò da re
21. Tiësto & Dzeko feat. Preme & Post Malone - Jackie Chan

CD 2
1. Luca Carboni - Una grande festa
2. Cesare Cremonini - Kashmir-Kashmir
3. Gué Pequeno feat. Willy William - Lungomare latino
4. Ariana Grande - No Tears Left to Cry
5. Thegiornalisti - Felicità puttana
6. Fabrizio Moro feat. Ultimo - L'eternità (il mio quartiere)
7. Malika Ayane - Stracciabudella
8. The Kolors feat. J-Ax - Come le onde
9. Lenny - Enemy
10. Calcutta - Paracetamolo
11. Diplo & MØ feat. Levante - Stay Open
12. Takagi & Ketra feat. Giusy Ferreri & Sean Kingston - Amore e capoeira
13. Imagine Dragons - Next to Me
14. Charlie Charles, Sfera Ebbasta & Ghali - Peace & Love
15. Dolcenera - Un altro giorno sulla terra
16. Sting & Shaggy - Dreaming in the U.S.A.
17. Dear Jack - Non è un caso se l'amore è complicato
18. Alice Merton - No Roots
19. Benji & Fede - Moscow Mule
20. Motta - La nostra ultima canzone
21. OneRepublic feat. Logic - Start Again

CD 3
1. J-Ax & Fedez - Italiana
2. Jovanotti - Viva la libertà
3. Merk & Kremont feat. DNCE - Hands Up
4. Le Vibrazioni feat. Jake La Furia - Amore Zen
5. Sfera Ebbasta feat. Quavo - Cupido
6. Thirty Seconds to Mars - Rescue Me
7. Gianna Nannini - Amore gigante
8. Lo Stato Sociale feat. Luca Carboni - Facile
9. Carl Brave feat. Francesca Michielin & Fabri Fibra - Fotografia
10. Justin Timberlake feat. Chris Stapleton - Say Something
11. Emis Killa - Rollercoaster
12. Canova - Santamaria
13. Emma Marrone - Mi parli piano
14. Nicky Jam & J Balvin - X
15. Boomdabash & Loredana Bertè - Non ti dico no
16. Dark Polo Gang - British
17. Lorenzo Fragola feat. Gazzelle - Super Martina
18. Dua Lipa - IDGAF
19. Diodato - Essere semplice